# Francisco Guterres
Francisco Guterres (a köztudatban ismertebb nevén Lú-Olo) (kb. 1954–) Kelet-Timor nemzeti parlamentjének az elnöke, és a Fretilin jelöltje a 2007-es kelet-timori elnökválasztáson.
Gutterres saját leírása alapján szegény családba, egyszerű emberek közé született. Római katolikus vallású. Régebben gerilla volt, a populista irányzatot támogatta.
A Fretilin egyes tagjai őt hibáztatják a 2006-os kelet-timori krízis kirobbanása miatt, s ezért párttársai közül sokan nem őt, hanem a független színekben induló José Ramos Hortát támogatják.

## Külső hivatkozások
- Kelet-Timor: Egy nemzet születése: Lu Olo története (angol)